# Broń małokalibrowa
Broń małokalibrowa – rodzaj broni strzeleckiej, przystosowanej do amunicji małokalibrowej, a także której kaliber jest nie większy niż 11,43 mm (0,45 cala).
Broń małokalibrową ze względu na rodzaj wykorzystywanej amunicji możemy podzielić na:
- strzelające amunicją pistoletową: pistolety i pistolety maszynowe,
- strzelające amunicją pośrednią: karabinki oraz karabiny samoczynno-samopowtarzalne,
- strzelające amunicją karabinową: karabiny i karabiny maszynowe.

Ponadto broń małokalibrową możemy podzielić jeszcze na broń:
- indywidualną, która stanowi uzbrojenie osobiste pojedynczych żołnierzy (pistolety, pistolety maszynowe, karabiny i karabinki),
- zespołową, stanowiącą uzbrojenie pododdziału i wymagająca przynajmniej dwuosobowej obsługi (karabiny maszynowe).